# Mi verdad
| Críticas profissionais | Críticas profissionais |
| Avaliações da crítica  | Avaliações da crítica  |
| Fonte                  | Avaliação              |
| ---------------------- | ---------------------- |
| Allmusic               | [ 1 ]                  |

Mi verdad é o sétimo álbum de estúdio do cantor mexicano Alejandro Fernández.

## Faixas
1. La Lluvia Sigue Cayendo (Manuel Monterrosas) - 3:54
2. Loco (Jorge Massias) - 3:16
3. Si He Sabido Amor (Humberto Estrada) - 3:53
4. Avísame (Manuel Monterrosas) - 2:59
5. Hoy Que Estás Ausente (Manuel Monterrosas) - 3:48
6. Mi Verdad (Kike Santander) - 2:12
7. Mentirosos (Homero Aguilar) - 3:18
8. Nadie Simplemente Nadie (Susana Fernández) - 3:44
9. A Una Señora (Manuel Monterrosas) - 2:55
10. ¿Por Qué? (Manuel Eduardo Castro) - 2:42
11. Esta Noche (Manuel Eduardo Castro) - 2:54
12. Amante Torero (Alejandro Dávila, Luis Ramos) - 3:28
13. Así Como Soy, Yo Soy (Manuel Monterrosas) - 2:31

## Tabela musical

### Álbum
| Ano  | Parada                              | Pico | Semanas na parada |
| ---- | ----------------------------------- | ---- | ----------------- |
| 1999 | Billboard Regional Mexican Albums   | 2    | 40                |
| 1999 | Billboard Top Latin Albums          | 5    | 37                |
| 1999 | Billboard The Billboard 200         | 148  | 3                 |
| 1999 | Billboard Heatseekers               | 5    | 12                |
| 1999 | Billboard Top Heatseekers (Pacific) | 1    | 6                 |

### Canções
| Ano  | Parada                                   | Canção              | Pico | Semanas na parada |
| ---- | ---------------------------------------- | ------------------- | ---- | ----------------- |
| 1999 | Billboard Hot Latin Songs                | "Loco"              | 1    | 32                |
| 1999 | Billboard Latin Pop Airplay              | "Loco"              | 6    | 33                |
| 1999 | Billboard Latin Regional Mexican Airplay | "Loco"              | 2    | 21                |
| 1999 | Billboard Latin Pop Airplay              | "Si He Sabido Amor" | 15   | 20                |
| 1999 | Billboard Hot Latin Songs                | "Si He Sabido Amor" | 9    | 19                |
| 1999 | Billboard Latin Regional Mexican Airplay | "Si He Sabido Amor" | 5    | 18                |

## Certificações
| Ano  | Vendas         | Certificação |
| ---- | -------------- | ------------ |
| 1999 | 450.000 cópias | : 3× Platina |
| 1999 | 200.000 cópias | : 2× Platina |